# Thoracaphis linderae
Thoracaphis linderae är en insektsart. Thoracaphis linderae ingår i släktet Thoracaphis och familjen långrörsbladlöss. Inga underarter finns listade i Catalogue of Life.